# Redwood megye
Redwood megye az Amerikai Egyesült Államokban, azon belül Minnesota államban található. Megyeszékhelye és legnagyobb városa Redwood Falls. Lakosainak száma 15 425 fő (2020. április 1.). Redwood megye Renville, Cottonwood, Brown, Yellow Medicine, Lyon és Murray megyékkel határos.

## Népesség
A megye népességének változása:
| Lakosok száma | 16 032 | 16 050 | 15 874 | 15 744 | 15 471 | 15 425 |
|               | 2010   | 2011   | 2012   | 2013   | 2015   | 2020   |